# 당나라의 이슬람교
중국에서의 이슬람의 역사는 가장 이른 시기의 이슬람 역사와 궤를 같이 한다. 중국 무슬림의 전승에 따르면, 성사(聖使) 무함마드가 사망한 뒤 18년 만에 3대 정통 칼리파 우스만 이븐 아판(Uthman ibn Affan)이 무함마드의 외삼촌인 사드 이븐 아비 와카스(Sa'd ibn Abi Waqqas)가 이끄는 대표단을 당 고종에게 파견해 보냈다고 한다.

## 기원
중국 무슬림의 전승에 따르면, 이슬람은 성사 무함마드가 사망한 지 20년도 채 되지 않은 651년, 3대 정통 칼리파인 우스만 이븐 아판이 파견한 대사에 의해 처음으로 중국에 전해졌다고 한다. 이들 대사를 이끈 것은 무함마드의 외삼촌인 사딘 아브와카스였다. 이슬람으로부터 온 사절들을 접견한 당의 고종 황제는 성사 무함마드를 추모하고자 광주(廣州)에 중국 최초의 모스크인 회경사(怀圣寺)를 세우게 하였다.
현대의 역사학자들은 와카스 자신이 중국에 왔다는 증거는 없다고 하지만, 이슬람 발흥부터 수십 년 사이에 이슬람 외교관과 상인들이 당나라에 도착했다고 믿는다. 이전까지는 비이슬람권이었던 중앙아시아 주요 공동체와의 집중적인 접촉이 있었던 당의 국제적 성격과 이에 힘입어 중국 각지의 도시에 거주하고 있던 아랍 상인들이 이슬람의 중국 도입을 도운 것이다.

## 초기 이슬람과 중국의 접촉
하마다 하그라스(Hamada Hagras)는 "이슬람은 당 고종 2년 여름인 서기 651년 중국에 도착했고, 당나라 궁정의 첫 아랍 대사로써 중국과 아랍인 간의 직접 접촉은 이번이 처음이었다"고 전했다.
아랍인들은 당 왕조(618–907)의 기록에 '대식'(大食)이라는 이름으로 최초로 기록되어 있다(대식은 원래 페르시아 사람들이 아랍인들을 가리켜 부르던 '타지'의 중국식 표현이다.). 713년의 기록은 다시 이슬람권으로부터의 대사가 중국에 도착한 사실을 전하고 있다. 중국 최초의 주요 이슬람 정착촌은 아랍과 페르시아 상인들로 구성되었다.
아랍 소식통들은 쿠타이바 이븐 무슬림(Qutayba ibn Muslim)이 카슈가르 지방을 중국으로부터 잠시 점령했다가 합의 후 철수했다고 주장하지만 현대 역사학자들은 이 주장을 전면 부인하고 있다.
서기 715년 아랍의 우마이야 칼리파국은 페르가나 계곡의 왕인 이크시드를 폐위시키고, 알루타르를 옹립하였다. 퇴위한 왕은 당시 당의 안서도호부가 설치되어 있던 쿠차로 도망쳐 중국으로부터의 지원을 받고자 하였다. 중국은 1만 병력을 페르가나에 파견했으며, 나망간에서 알루타르와 아랍 점령군을 격파하고 이크시드를 다시 왕위에 앉혔다. 이어 양가혜(汤嘉惠), 아사나헌(阿史那献)이 이끄는 당군이 아랍-토번(티베트)의 연합 공격을 아크수 전투(717년)에서 격파하기도 하였다. 악수에 대한 공격은 돌기시(튀르기스)의 가한(카간) 소록(술루크)이 가세했다. 당이 지배하고 있던 우흐 투르반(Uch Turfan)과 아크수는 모두 717년 8월 15일 돌기시, 아랍, 티베트 연합군의 공격을 받았다. 서돌궐 번장의 후손인 아사나헌의 휘하에서 당의 번병으로 복무하고 있던 골돌록(카를룩)과 당의 양가혜가 거느린 군이 이 공격을 물리쳤다. 아랍의 사령관 알 야슈쿠리(Al-Yashkuri)와 그의 군대는 패배한 후 타슈켄트로 도망쳤다.
751년 아바스 칼리파국의 군이 탈라스 전투에서 당의 고선지가 이끄는 당군을 격파했다. 당나라는 고종 황제의 사신이 칼리프 오스만 장군과 교체되면서 최초의 무슬림 대사관이 탄생하는 것을 보게 되었다. 여기에는 무슬림 군인들의 지원 요청도 있었다. 756년 페르시아인과 이라크인으로 구성된 것으로 추정되는 군단이 안록산의 난을 진압하러 나선 당 숙종을 돕기 위해 감숙성으로 파견되었다. 그로부터 50년도 채 지나지 않아 중앙아시아에서는 토번의 공격에 맞서기 위한 당과 압바스 왕조 사이의 동맹이 체결되었다. 칼리프 하룬 알 라시드(766–809)의 명을 받은 사신이 당의 수도 장안에 도착했다. 이러한 외교관계는 762년 바그다드에서 최초로 건국된 이래 이슬람 세계가 인도양, 동아시아 해양까지 진출하는 것과 시기를 같이하는 것이었다. 수도가 다마스쿠스에서 바그다드로 바뀐 뒤로는 바스라 항구 시라프에서 인도, 말라카 해협, 남중국으로 배가 출항하기 시작한다. 중국 남부의 항구인 아랍어로 칸푸(Khanfu)라 불렸던 광동 지역은 무슬림 상인 인구 20만 명을 헤아렸다.

## 중국의 초기 무슬림

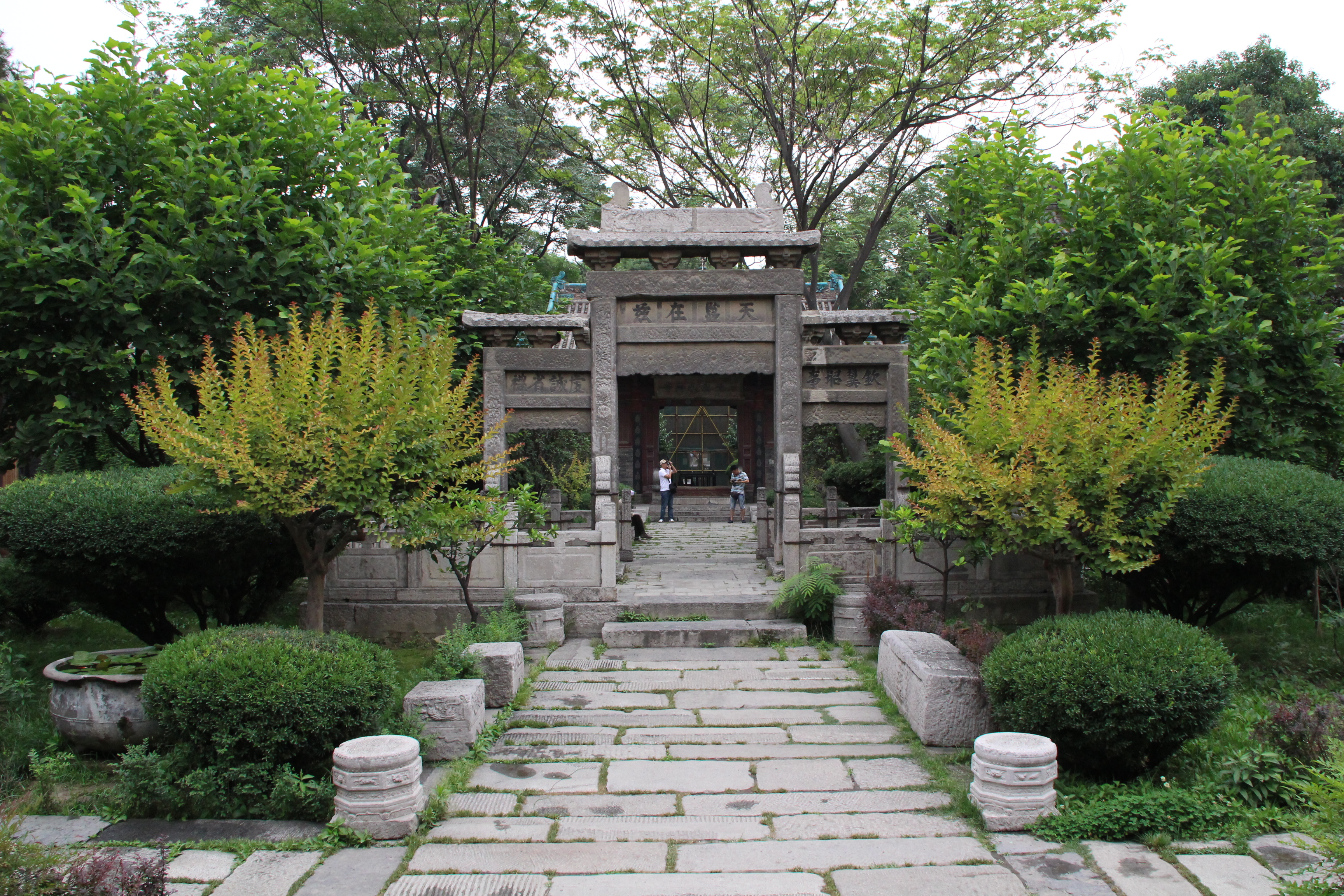
서안의 대청진사. 소장된 석판에는 742년에 세워졌다고 되어 있다.

초기 중국 이슬람 건축물은 장안의 대청진사(大清真寺)로 742년(내부의 석판에 새겨진 연대)에 세워졌고, 이보다 앞서 대학습항청진사(大学习巷清真寺)가 705년((명 천계(天啓, 1620~1627년) 연간의 비문에 따른 연대)에 건립되었다고 알려져 있다.
당대에는 실크 로드(비단길)와 천주(泉州)를 통한 바닷길을 통해 아랍과 페르시아의 무역상들이 꾸준히 중국에 도착했다. 무슬림들은 광동의 주강 남쪽 방죽 근처에 있는 외국인 지구인 번방에 그들의 모스크를 가지고 있었다. 아랍이나 페르시아 방면에서 온 이민자 모두가 무슬림인 것은 아니었지만, 다수가 혹은 일부가 무슬림으로써 머물렀다. 758년 광주에 대규모 무슬림 정착촌이 있었으나 모종의 소요 사태로 주민들이 도주한 것으로 기록돼 있다. 같은 해, 하이난 섬의 항구에 기지를 두고 있었던 아랍과 페르시아 해적들로 인해 해상 무역로의 일부가 복건성의 국경 부근인 베트남 북부와 조주(潮州) 지역으로 우회하게 되었다. 광동의 이슬람 공동체가 세웠던 모스크(청진사)는 원대인 1314년 화재로 1349년부터 1351년 사이에 재건되었으며, 첫 번째 건물의 탑의 잔해만 남아 있다.

## 종교에 관한 법률
당대 이슬람은 무역과 상업에 관심이 많았고 이슬람의 확산에는 전혀 관심이 없던 아랍 무역상들에 의해 중국으로 건너왔다. 그들은 전혀 중국어를 익혀 동화되려고 하지 않았고, 상업 활동만 했다. 845년에 있었던 대대적인 불교 및 외래 종교에 대한 탄압인 회창의 폐불 때에 이슬람에 대해서는 별 말이 나오지 않았던 것은 이러한 저자세 때문이었다. 초기 무슬림 정착민들은 중국에서 그들의 교리를 지키고 신앙의식을 실천하면서 불교, 유교, 도교 같은 기존 당 왕조의 국가 신조에 대항하는 어떠한 격렬한 운동을 전개하지 않았고, 해외로 중국과 서양 사이를 육지 또는 바다로 오가며 정착보다는 이동 생활을 주로 하였다.

## 외국인 학살
그러나 당대에는 양주 대학살(760년), 광주 대학살 등 무슬림에 대한 두 차례의 학살 사태가 일어났다.
878년, 광주(칸톤)에서 반군 지도자인 황소의 난에 의한 무슬림 학살 사태가 기록으로 남아 있다. 시라프의 아부 자이드(Abu-Zaid of Siraf)는 당시 황소의 반란군에게 살해당한 외국 상인이 12만 명에 달하고, 후에 마수디(Mas'udi)가 20만 명이 학살되었음을 주장했다고 보고했다. 희생자들은 주로 이슬람교도, 유대인, 기독교인(네스토리우스파) 그리고 '파르세스'라 불리던 조로아스터교 신도들이었다. 사망자는 12만~20만 명으로 추산됐다.
아랍의 지리학자 겸 여행자 아부 자이드 하산(Abu Zaid Hassan)은 "(중국에서) 12만 명 이상의 이슬람교도, 유대인, 기독교인, 파르세스가 죽었다"(Hourani 1995:76)고 기록했다.

## 같이 보기
- 중화인민공화국의 종교